# Молитва мытаря
Моли́тва мы́таря (через церк.-слав. мыта́рь, от нем. mûtâri; родств. мы́та́рство) — покаянная молитва, которую произносил сборщик податей, покаявшийся и получивший прощение:
Бо́же, ми́лостив бу́ди мне гре́шному!
Эта молитва, наряду с «Отче наш», указана Иисусом Христом как верный образец:

Сказал также к некоторым, которые уверены были о себе, что они — праведны, и уничижали других, следующую притчу: «Два человека вошли в Храм помолиться, один — фарисей, а другой — мытарь. Фарисей, став, молился сам в себе так: „Боже! Благодарю Тебя, что я — не таков, как прочие люди, грабители, обидчики, прелюбодеи или как этот мытарь, пощусь два раза в неделю, даю десятую часть из всего, что приобретаю“. Мытарь же, стоя вдали, не смел даже поднять глаз на небо, но, ударяя себя в грудь, говорил: „Боже! Будь милостив ко мне грешнику!“ Сказываю вам, что сей пошёл оправданным в дом свой более, нежели тот, ибо всякий, возвышающий сам себя, унижен будет, а унижающий себя, возвысится».
— Лк. 18:9—14

## Текст натрёх священных языках Церквии переводы
| Греческий текст                                                | Сирийский перевод                             | Латинский перевод                                                  | Церковнославянский перевод                                                                                 | Русский перевод                    |
| -------------------------------------------------------------- | --------------------------------------------- | ------------------------------------------------------------------ | --- | ---------------------------------- |
| ὁ Θεὸς ἱλάσθητι μοι τῷ ἁμαρτωλῷ о т̣ео́с ила́ст̣ити ми то амартоло́ | ܐܰܠܳܗܳܐ ܐܶܬܪܰܚܰܡ ܥܰܠܰܝ ܚܰܛܳܝܳܐ ало́хо этрах̣áм ала́й х̣áт̣ойо | Deus propitius esto mihi peccatori дэ́ус пропи́циус э́сто ми пэкато́ри | Бж҃е млⷭ҇тивъ бꙋ́ди мнѣ̀ грѣ́шномꙋ моск. Бо́же ми́лостив бу́ди мне гре́шному киевск. Бо́же ми́лостив бу́ди мні грі́шному | Бог, смилостивься ко мне, грешнику |

Церковнославянский перевод Нового Завета, выполненный святителями Кириллом и Мефодием, точно так же, как и латинский, и все переводы на современные европейские языки, передаёт греческий глагол ἱλάσκομαι как «ми́лостив бу́ди»; в то же время в литургической традиции распространён вариант «очи́сти».

## Богословское осмысление
Согласно святителю Игнатию (Брянчанинову) «милостив буди» означает «сознание человеком погибели его; это ощущение той греховности своей, того сожаления к себе, которые Господь заповедал нам ощущать к себе, и которые ощущаются очень немногими; это отвержение собственного достоинства; это прошение милости Божией, без которой нет надежды спастись погибшему». Молитва мытаря входит в начальные молитвы утреннего правила.

## Богослужебное применение
Православие
В православном богослужении «Молитву мытаря» произносят:
- При каждом совершении 12-и поясных поклонов после первого совершения Молитвы Ефрема Сирина[4] в дни многодневных постов;
- В начальных утренних молитвах[5];
- На литургии священник произносит во время каждения жертвенника со стоящими на них Дарами перед великим входом;
- В более расширенном варианте — «Бо́же, очи́сти мя гре́шнаго и поми́луй мя»[6] перед совершением божественной литургии (после входных молитв; перед совершением проскомидии — трижды; на литургии перед возгласом: «Святая святым!»).

В богослужении активно используют также различные видоизменения «Молитвы мытаря», как отдельные возгласы (Господи помилуй, Иисусова молитва), так и неотъемлемая часть многих молитв.
Католицизм
«Бить себя в грудь» (в область сердца [при раскаянии]) — это богослужебный обряд Католической церкви.
Иудаизм
Также, обычай «бить себя в грудь» существует в современном раввинистическом иудаизме на День искупления. В Талмуде описана общинная покаянная молитва «Авину малкену» о прощении грехов евреев, из-за которых произошла засуха (как полагали), и испрошение у Бога дождя, как благословения (Вавилонский Талмуд, Таанит 25 б). Строфа «Отче наш, Царь наш, помилуй нас» иудейской молитвы «Авину малкену» схожа с христианской «Молитвой мытаря».